# すくすく育て あおぞらの子
『すくすく育て あおぞらの子』（すくすくそだて あおぞらのこ）は、1980年代 - 1990年代に琉球放送テレビ（RBC）と沖縄テレビ放送（OTV）で放送されていた沖縄県ローカルの幼児家庭教育番組である。

## 概要
幼児向けの番組ではなく、子育てをする母親向けの番組内容となっていた。また、通年放送ではなく、毎年一定の期間のみ週に1回のペースで放送される15分番組だった。最初はRBCのみがこの番組を放送していたが、のちにOTVも放送。両局が隔年交代で放送するようになった。
1993年に先島諸島（宮古・八重山諸島）でRBC・OTVの沖縄県内民放テレビ放送が開始されるまでは、宮古テレビと石垣ケーブルテレビでも放送されていた（RBC・OTV両方のものを放送）。
なお、放送当時OTVは民間放送教育協会に加盟していたが、RBCテレビは非加盟だった（番組終了後の2002年に加盟）。また、1995年には琉球朝日放送（QAB）が開局したが、同局に制作・放送権が移ることはなかった（放送エリアが沖縄本島と周辺離島のみであるからと自社制作能力が乏しかったからだと思われる）。